# Alchemilla armeniaca
Alchemilla armeniaca é uma espécie de rosácea do gênero Alchemilla, pertencente à família Rosaceae.